# Neosanfilippia venezuelana
Neosanfilippia venezuelana là một loài chân đều trong họ Scleropactidae. Loài này được Brian miêu tả khoa học năm 1957.